# أندي لينين
أندي لينين (بالإنجليزية: Andy Linighan)‏ مواليد 18 يونيو 1962 في إنجلترا، هو لاعب كرة قدم إنجليزي دولي سابق كان يلعب كمدافع. لعب خلال مسيرته 586 مباراة سجل خلالها 42 هدفاً.

## المسيرة الاحترافية

### أندية لعب لها
- ليدز يونايتد
- نورويتش سيتي
- نادي آرسنال
- كريستال بالاس

## روابط خارجية
- أندي لينين على موقع قاعدة بيانات كرة القدم.إي يو (الإنجليزية)
- أندي لينين على موقع Soccerbase.com (لاعب) (الإنجليزية)
- أندي لينين على موقع عالم كرة القدم.نت (الإنجليزية)